# Cyberball
Cyberball est un jeu vidéo développé et édité par Atari Games sur borne d'arcade en 1988. Il s’agit d’un jeu de sport futuriste de football américain. Le jeu a été converti sur Amiga, Amstrad CPC, Atari ST, Commodore 64, DOS, Lynx, Mega Drive, Nintendo Entertainment System, ZX Spectrum et Xbox Live Arcade. La version Mega Drive japonaise offrait la possibilité à deux joueurs de s'affronter en ligne via le Sega Meganet, le modem de la console.